# حیات آینه‌ای
حیات آینه‌ای (که به آن حیات با تصویر آینه‌ای نیز گفته می‌شود) شکلی فرضی از حیات است که دارای ساختارهای مولکولی بازتاب یافته در آینه است. امکان وجود حیات آینه‌ای برای اولین بار توسط لوئی پاستور مطرح شد. اگرچه این شکل جایگزین حیات در طبیعت کشف نشده است، اما تلاش‌ها برای ساخت نسخه‌ای با تصویر آینه‌ای از سازوکار زیست مولکولی در حال انجام است.
در دسامبر ۲۰۲۴، یک ائتلاف گسترده از دانشمندان، شامل پژوهشگران برجسته زیست‌شناسی مصنوعی و برندگان جایزه نوبل، هشدار دادند که ایجاد حیات آینه‌ای، از جمله باکتری‌های آینه‌ای، می‌تواند آسیب‌های «بی‌سابقه و غیرقابل بازگشتی» به سلامت انسان و اکوسیستم‌های جهان وارد کند. توانایی این موجودات برای فرار از سیستم‌های دفاعی ایمنی و نفوذ به اکوسیستم‌های طبیعی ممکن است منجر به «عفونت‌های مرگبار گسترده در بخش قابل‌توجهی از گونه‌های گیاهی و جانوری، از جمله انسان‌ها» شود. با توجه به این خطرات، دانشمندان نتیجه‌گیری کردند که موجودات آینه‌ای نباید بدون شواهد قانع‌کننده از ایمنی، ایجاد شوند.

## همسانی
بسیاری از مولکول‌های ضروری برای زندگی روی زمین می‌توانند در دو فرم تصویر آینه‌ای وجود داشته باشند، که معمولاً به آن‌ها «چپ‌دست» و «راست‌دست» گفته می‌شود؛ این جهت‌داری به سمتی اشاره دارد که نور قطبیده هنگام عبور از محلول خالص مولکول خم می‌شود. با این حال، موجودات زنده از هر دو نوع استفاده نمی‌کنند. آران‌ای و دی‌ان‌ای فقط قندهای راست‌دست دارند؛ پروتئین‌ها منحصراً از آمینواسیدهای چپ‌دست ساخته شده‌اند، هرچند بسیاری از باکتری‌ها و قارچ‌ها می‌توانند پپتیدهای غیر ریبوزومی حاوی آمینواسیدهای راست‌دست تولید کنند، مانند سنتز پپتیدوگلیکان. به این پدیده، همسانی گفته می‌شود.
مشخص نیست که آیا همسانی قبل یا بعد از پیدایش حیات به وجود آمده، آیا بلوک‌های سازنده حیات باید همین چرخش خاص را داشته باشند، یا حتی اینکه آیا حیات الزاماً باید همسان‌کایشی باشد یا نه. زنجیره‌های پروتئینی ساخته‌شده از آمینواسیدهای مختلط معمولاً به خوبی تا نمی‌شوند یا عملکرد ندارند، اما پروتئین‌های تصویر آینه‌ای ساخته شده‌اند که عملکردی مشابه دارند، البته روی زیرلایه‌هایی با چرخش معکوس.